# Christine Novaković
 Christine Novaković (* 19. Juli 1964 in Kastelruth, Südtirol als Christine Leitner, verh. Licci, verh. Novaković) ist eine Bankmanagerin bei UBS und Kunsthändlerin.
Von 1984 bis 1990 studierte sie Betriebswirtschaft und Europäisches Wirtschaftsrecht mit dem Abschluss Diplom-Kauffrau an der Wirtschaftsuniversität Luigi Bocconi in Mailand. Sie begann ihre berufliche Karriere im Juli 1990 als Trainee im Rentenhandel bei der Dresdner Bank AG in Mailand. 1992 ging sie zur UBS AG nach Frankfurt am Main in den Bereich Treasury/Fixed Income.
1996 wurde sie Leiterin Treasury für Zentraleuropa bei der Citibank AG in Frankfurt am Main, dort wurde sie 1997 verantwortlich für das Optionsscheingeschäft und 1999 stieg sie in den Vorstand der Citibank AG auf. Im Jahre 2001 übernahm sie den Vorstandsvorsitz der Citibank Privatkunden AG in Deutschland. Im Mai 2004 verließ sie die Citibank.
Anfang 2005 trat sie in den Vorstand der Bayerischen Hypo- und Vereinsbank AG ein, mit Verantwortung für das Privatkundengeschäft. Sie trat im November des gleichen Jahres nach der Übernahme der Bank durch die italienische UniCredit zurück, weil der Einfluss des deutschen Managements in der künftigen Bank stark begrenzt sei.
Seit 2004 ist die Managerin außerdem aktives Mitglied des Lenkungskreises von Südstern, dem Netzwerk der Südtiroler im Ausland.
Sie ist Kunsthändlerin bei der in Zürich und New York ansässigen Firma Barr & Ochsner.
Seit dem 8. April 2008 ist Christine Novaković Mitglied des Aufsichtsrates der Skandinaviska Enskilda Banken.
Christine Novakovic war seit dem 1. Februar 2011 Leiterin des Geschäftsbereichs Corporate & Institutional Clients von UBS Schweiz. Am 7. April 2014 wurde sie zur Leiterin der UBS Investment Bank Schweiz ernannt.
Sie ist außerdem Jurymitglied bei „Top Job“, der Auszeichnung für die besten Arbeitgeber im deutschen Mittelstand. Mit Expertenwissen aus der Praxis entscheidet sie mit, welches Unternehmen „Arbeitgeber des Jahres“ wird.

## Auszeichnungen
2003 wurde sie von der Wirtschaftswoche zur „Managerin des Jahres“ erklärt.